# Priscilla Wakefield

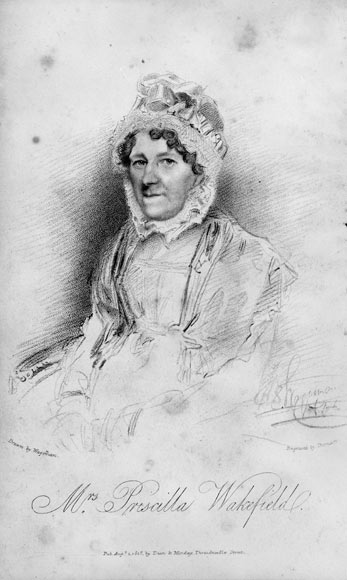
Mrs. Priscilla Wakefield

Priscilla Wakefield, geb. Bell (* 31. Januar 1751 in Stamford Hill, London, England; † 12. September 1832 in Ipswich, Suffolk, England), war Philanthropin, Quäkerin, Schriftstellerin und Feministin.

## Leben
Priscilla Wakefield war die älteste von fünf Kindern einer etablierten Quäkerfamilie in London. Ihr Vater Daniel Bell (1726–1802) war ein Kohlenhändler, ihre Mutter Catherine Barclay (1727–1784) Enkeltochter von Robert Barclay (1648–1690), welcher An Apology for the True Christian Divinity 1676 verfasst hatte. Priscilla erhielt ihre Bildung im Elternhaus, wobei ihre Mutter den entscheidenden Teil beitrug.
Am 3. Januar 1771 heiratete sie den wohlhabenden Edward Wakefield (1750–1826) in der City of London. Sie hatten drei Kinder, Isabella (1772–1841), Edward (1774–1854) und Daniel (1776–1846). Edward Wakefields Geschäftstätigkeiten waren während ihrer Ehe nicht von Erfolg gekrönt, wodurch die Familie mehr und mehr in finanzielle Schwierigkeiten geriet und Priscilla Wakefield mit ihrer Schriftstellerei den Großteil des Familieneinkommens sichern musste. Ihr erstes Kinderbuch, 1795 publiziert, erreichte bis 1825 acht Auflagen und war damit sehr erfolgreich.
Als ihr Sohn Edward 1791 Susanna Crush heiratete und aus deren Ehe neun Kinder hervorgingen, war sie ab 1799 zusätzlich damit beschäftigt, die Enkelkinder mit großzuziehen und für ihre kränkelnde Schwiegertochter zu sorgen. Außerdem engagierte sie sich neben dieser Art des Großmutterdaseins und der Schriftstellerei nebenbei vielfältig in den unterschiedlichsten sozialen Bereichen (s. Leistungen). Den Belastungen nicht gewachsen, wurde sie ab 1810 zunehmend depressiv, stimmungs- und wetterabhängig. 1811, Instinct displayed war fertiggestellt und The Traveller in Africa war in Arbeit, beklagte sie gesundheitlich geschwächt und entkräftet zu sein. Zwischen 1812 und 1813 landete sie schließlich vorübergehend im Irrenhaus von Whitmore, London.
Da ihre Bücher nicht genug Geld einbrachten, um die finanziellen Verhältnisse zu bessern und von ihrem Mann und ihrem Sohn nicht viel Geld kam, um die täglichen Bedürfnisse zu finanzieren, zogen sie 1813 nach Ipswich in ein preiswerteres Haus. Über sechzig und gesundheitlich angeschlagen wurde sie mehr und mehr inaktiver und war schließlich auf den Rollstuhl angewiesen. Priscilla Wakefield verstarb 81-jährig am 12. September 1832 in Ipswich, London.

## Leistungen
Priscilla Wakefield schrieb neben Lehrbücher und Reiseliteratur mehr als ein Dutzend Kindergeschichten (s. Werke). 1791 gründete sie die Lying-in Charity für Frauen, eine Organisation, die armen Frauen rund um die Geburt ihrer Kinder Hilfe leistete. So wurde bis zu 120 Frauen pro Jahr Unterstützung zu Teil, materiell und immateriell. 1792 gründete sie die School for Industry Initiative, die jungen Mädchen Bildung gab. Pro Jahr lernten bis zu 66 Mädchen Lesen, Schreiben, Rechnen, Nähen und Stricken und wurden vorbereitet als Haushaltshilfe arbeiten zu können. 1798 folgte die Gründung der ersten Penny Savings Bank Englands, die sie „Frugality Bank“ nannte, (eine Art Sparkasse nach deutschem Vorbild). Sie startete mit Frauen und Kindern, die so einen Teil ihrer Arbeitseinkünfte sparen konnten, um im Alter und im Krankheitsfall auf das Ersparte zurückgreifen zu können und Kinder so über Geld für Kleidung und Ausbildung verfügen konnten.
Sie organisierte Suppenküchen im Winter, sorgte für Spinnen in Gruppenarbeit in Spinnereien und setzte sich dafür ein, dass die Schornsteine der Häuser sicherer wurden und nicht mehr vom Wind weg geweht werden konnten. Sie gründete den Female Benefit Club, der den einzahlenden Frauen eine kleine Pension zahlten, wenn sie über 65 waren und unterstützte die Pläne des Rev. Joseph Lancasters, große Schulen für die Armen zu schaffen, die von den älteren Schülern in der Hierarchie ihrer Altersränge geführt wurde.

## Kritik
Priscilla Wakefield war zeit ihres Lebens an Bildung und Aufklärung interessiert und daran, als überzeugte Quäkerin, armen und benachteiligten Menschen zu helfen, ihren sozialen Status und ihre Lebensbedingungen zu verbessern und dies insbesondere für Frauen und Kinder. Ihr Engagement ging aber nicht darüber hinaus, die sozialen und politischen Machtverhältnisse zu ändern. Eher war sie als bürgerliche Frau daran interessiert, dass die bestehenden Grenzen der unterschiedlichen sozialen Schichten nicht überschritten wurden.

## Werke
- Juvenile Anecdotes, founded on facts. Collected for the amusement of children. Volume I. Darton & Harvey, London 1795 (englisch).
- An Introduction to Botany, in a Series of Familiar Letters. Darton & Harvey, London 1796 (englisch, Online [abgerufen am 1. Mai 2014]).
- Mental Improvement, or the Beauties and Wonders of Nature and Art, in a Series of Instructive Conversations. Abraham Shearman, New-Bedford 1797 (englisch, Online [abgerufen am 1. Mai 2014]).
- Juvenile Anecdotes, founded on facts. Collected for the amusement of children. Volume II. Darton & Harvey, London 1798 (englisch, Online [abgerufen am 1. Mai 2014]).
- Reflections on the Present Condition of the Female Sex, with Suggestions for its Improvement. Joseph Johnson, London 1798 (englisch).
- The juvenile travellers. Darton & Harvey, London 1801 (englisch, Online [abgerufen am 1. Mai 2014]).
- A Family Tour Through the British Empire. Darton & Harvey, London 1804 (englisch, Online [abgerufen am 1. Mai 2014]).
- Domestic recreation, or Dialogues illustrative of natural and scientific subjects. Darton & Harvey, London 1805 (englisch).
- Excursions in North America, described in letters from a gentleman and his young companion, to their friends in England. Darton & Harvey, London 1806 (englisch, Online [abgerufen am 1. Mai 2014]).
- Variety; or, selections and essays, consisting of anecdotes, curious facts, interesting narratives, with occasional reflections. Darton & Harvey, London 1809 (englisch).
- Instinct displayed, in a collection of well-authenticated facts, Exemplifying the extraordinary sagacity of various species of the animal creation. Darton & Harvey, London 1811 (englisch, Online [abgerufen am 1. Mai 2014]).
- Leisure Hours, or Entertaining Dialogues. Darton & Harvey, London 1812 (englisch, Online [abgerufen am 1. Mai 2014]).
- Perambulations in London and its Environs. Darton & Harvey, London 1814 (englisch).
- The Traveller in Africa. Darton & Harvey, London 1814 (englisch).
- The Traveller in Asia. Darton & Harvey, London 1817 (englisch).